# Baltische Beker 1933
De Baltische Beker van 1933 was de 6e editie van de Baltische Beker. Het toernooi werd gehouden van 2 tot en met 4 september 1933 in Litouwen. Er werd geen winnaar uitgeroepen.

## Controversie
Litouwen speelde in de eerste wedstrijd tegen Estland. Die wedstrijd werd echter vroegtijdig gestopt vanwege het donker. De scheidsrechter had voorafgaand aan de wedstrijd een rondleiding gekregen door een brouwerij en volgens de Estische krant Päevaleht floot de scheidsrechter daarna vooral in het voordeel van Litouwen.
Omdat er volgens de regels twee overwinningen nodig waren voor het winnen van dit kampioenschap moesten er replays gespeeld worden. Twee wedstrijden waren vroegtijdig afgebroken. Letland eiste dat als eerste de wedstrijd tussen Litouwen en Estland opnieuw gespeeld zou worden. De andere landen wilden dat niet. Er werd geen overeenstemming bereikt en het Letse elftal vertrok. Er werd geen winnaar uitgeroepen.

## Eindstand
| Team     | Gsp | W | G | V | DV | DT | DS | Ptn |
| -------- | --- | - | - | - | -- | -- | -- | --- |
| Letland  | 2   | 1 | 1 | 0 | 3  | 2  | +1 | 3   |
| Litouwen | 2   | 0 | 2 | 0 | 3  | 3  | 0  | 2   |
| Estland  | 2   | 0 | 1 | 1 | 1  | 2  | –1 | 1   |

## Wedstrijden
|                                                  |                                    |                  |                             |                                                                                       |
| 2 september «onderlinge duels» 16:30 uur (UTC+2) | Litouwen Jaroslavas Citavičius 55' | 1 – 1 (gestaakt) | Estland 15' Richard Kuremaa | Kariuomenės Stadionas, Kaunas Toeschouwers: 3.000 Scheidsrechter: Yrjö Tuhkunen (FIN) |
| 2 september «onderlinge duels» 16:30 uur (UTC+2) |                                    |                  |                             | Kariuomenės Stadionas, Kaunas Toeschouwers: 3.000 Scheidsrechter: Yrjö Tuhkunen (FIN) |

|                                                  |         |                      |         |                                                                                       |
| 3 september «onderlinge duels» 16:30 uur (UTC+2) | Estland | 0 – 1                | Letland | Kariuomenės Stadionas, Kaunas Toeschouwers: 3.000 Scheidsrechter: Yrjö Tuhkunen (FIN) |
| 3 september «onderlinge duels» 16:30 uur (UTC+2) |         | 35' Alberts Šeibelis |         | Kariuomenės Stadionas, Kaunas Toeschouwers: 3.000 Scheidsrechter: Yrjö Tuhkunen (FIN) |

|                                                  |                                                     |                  |                                  |                                                                                       |
| 4 september «onderlinge duels» 16:00 uur (UTC+2) | Litouwen Zigmas Sabaliauskas 33' Antanas Lingis 55' | 2 – 2 (gestaakt) | Letland 52', 65' Ērihs Pētersons | Kariuomenės Stadionas, Kaunas Toeschouwers: 3.000 Scheidsrechter: Yrjö Tuhkunen (FIN) |
| 4 september «onderlinge duels» 16:00 uur (UTC+2) |                                                     |                  |                                  | Kariuomenės Stadionas, Kaunas Toeschouwers: 3.000 Scheidsrechter: Yrjö Tuhkunen (FIN) |